# Preesall
Preesall är en ort och civil parish i Storbritannien.   Den ligger i grevskapet Lancashire och riksdelen England, i den centrala delen av landet, 300 km nordväst om huvudstaden London. Preesall ligger 19 meter över havet och antalet invånare är 4 889.
Terrängen runt Preesall är mycket platt. Havet är nära Preesall åt nordväst.Runt Preesall är det tätbefolkat, med 369 invånare per kvadratkilometer. Närmaste större samhälle är Blackpool, 12,5 km söder om Preesall. Trakten runt Preesall består i huvudsak av gräsmarker.